# Aleksandr Keller
Aleksandr Andriejewicz Keller, ros. Александр Андреевич Келлер (ur. 4 maja?/17 maja 1911 we wsi Bolszaja Dmitrijewka, w guberni saratowskiej, Imperium Rosyjskie; zm. 19 stycznia 1983 w Ałmaty, Kazachska SRR) – rosyjski piłkarz pochodzenia niemieckiego, grający na pozycji obrońcy, trener piłkarski.

## Kariera piłkarska
Urodził się w rodzinie Niemców nadwołżańskich. Wcześniej został sierotą - matka zmarła w 1917, a ojciec w 1921, po czym do 1925 wychowywał się w sierocińcu. W latach 1932–1936 studiował w Państwowym Centralnym Orderu Lenina Instytucie Kultury Fizycznej (ros. GCOLIFK) w Moskwie. Wtedy również bronił barw moskiewskich zespołów amatorskich. W 1938 rozpoczął karierę piłkarską w zespole Torpedo Gorki, dokąd został skierowany po ukończeniu studiów na stanowisko głównego trenera klubu. W październiku 1940 roku zakończył karierę piłkarza.

## Kariera trenerska
Jeszcze będąc piłkarzem rozpoczął pracę szkoleniowca. W latach 1938–1940 łączył funkcje piłkarskie i trenerskie w klubie Torpedo Gorki. 4 listopada 1940 został mianowany na stanowisko starszego trenera Traktoru Stalingrad, w którym pracował do rozpoczęcia Wielkiej Wojny Ojczyźnianej.
Po publikacji dekretu Prezydium Rady Najwyższej ZSRR „W sprawie przesiedlenia Niemców mieszkających w rejonie Wołgi” z 28 sierpnia 1941 roku została zlikwidowana Autonomiczna Republika Niemców Nadwołżańskich i przeprowadzono całkowitą deportacje Niemców. Został deportowany i Aleksandr Keller do Kazachstanu, miasto Zyrianowsk. Jego żonie udało się dostać do Charkowa. Później został zmobilizowany do armii pracy. Od 1941 do 1951 roku był skazany i zesłany do „Wiatłagu”, obozu pracy w obwodzie kirowskim. Początkowo pracował ścince lasu, a następnie przebywał w statusie „osiedlenia”. W 1947 roku ponownie spotkał się z żoną. W 1949 w Wiatłagu urodziła się córka - Natalia.
Po wyjściu z łagru od 1951 do 1959 prowadził Dinamo Kirow. W 1960 został zaproszony na stanowisko starszego trenera Paxtakoru Taszkent, którym kierował do 3 lipca 1963. W 1964 dołączył do sztabu szkoleniowego Kajratu Ałmaty, w którym najpierw stał na czele klubu, a potem pracował jako dyrektor techniczny. Od 1966 do 1967 trenował Terek Grozny, po czym ponownie wrócił do kierowania Kajratem Ałmaty. W latach 1969–1970 prowadził Ałgę Frunze, a w 1970 ponownie trenował Paxtakor Taszkent.
Po zakończeniu pracy trenerskiej w latach 1972-1982 pracował jako dyrektor Szkoły Piłkarskiej w Ałmaty. 
19 stycznia 1983 zmarł w Ałmaty w wieku 80 lat.

## Sukcesy i odznaczenia

### Sukcesy trenerskie
Dinamo Kirow
- wicemistrz grupy Klasy B ZSRR: 1959

### Odznaczenia
- tytuł Zasłużonego Trenera ZSRR
- Medal „Za ofiarną pracę w Wielkiej Wojnie Ojczyźnianej 1941–1945”
- Medal 30-lecia Zwycięstwa w Wielkiej Wojnie Ojczyźnianej 1941–1945